# Manifesto Autogestionário
Manifesto Autogestionário é uma obra do sociólogo e filósofo Nildo Viana. A primeira edição foi publicada pela editora Achiamé, em 2008, e a segunda edição pela editora Rizoma, em 2015.
Esta obra busca atualizar o Manifesto Comunista de Marx e Engels, se afirmando como um "plágio atualizador". Na verdade, há semelhanças na parte relativa à análise do capitalismo, mas nas demais partes a semelhança é mais formal, nas seções que são idênticas aos do Manifesto Comunista de Marx e Engels, com exceção da última seção, inexistente na obras dos pensadores alemães, voltada para apontar elementos da sociedade autogerida.
A primeira seção, "A Burguesia e o proletariado, a dinâmica da luta entre trabalho vivo e trabalho morto", que equivale a "burgueses e proletários" do Manifesto Comunista, o autor realiza uma análise ampla do processo de produção capitalista, do Estado e da burocracia, no sentido de ampliar e atualizar esta discussão. A oposição entre burguesia e proletariado aparece como sendo o constituinte da dinâmica social capitalista e o Estado e a burocracia - como classe social - os principais elementos contra-revolucionários existentes.
A segunda seção, "A Autogestão das lutas operárias", aborda as greves, conselhos, o perigo da contra-revolução burocrática através do Estado ou da burocracia - como classe social, e o processo de desenvolvimento das lutas operárias, passando do estágio espontâneo para o autônomo e deste para o autogestionário, revolucionário.
A terceira seção, "As Tarefas dos militantes autogestionários", que equivale a "Comunistas e proletários", no texto de Marx e Engels, aborda a questão da estratégia e do papel dos militantes na teoria autogestionária, suas relações com a cultura, instituições, etc., e a necessidade de uma luta cultural.
Na quarta seção, "Posição diante das demais tendências oposicionistas", equivalente a "literatura socialista", no Manifesto de Marx e Engels, realiza a crítica das demais posições, tal como o pseudomarxismo, diversas tendências socialistas e anarquistas, apontando as relações entre os militantes autogestionários e estas tendências.
Na quinta e última seção, "A Sociedade autogerida", mostra a necessidade de uma utopia concreta e afirma que a partir das experiências históricas e teorias existentes, é possível pensar elementos da futura sociedade fundada na autogestão e realiza uma análise dos elementos básicos desta nova sociedade.